# Hekenuhedžet
Hekenuhedžet je bila kraljica supruga drevnoga Egipta, svećenica, supruga faraona Kafre, vladara 4. dinastije. Prikazana je u grobnici svog sina, princa-vezira Sekemkare. Opisana je kao svećenica, "Ona koja gleda Horusa i Seta", "Velika od žezla", "Kraljeva voljena žena". Imala je 4 unuka.